# CJK Unifonts
CJK Unifonts是開放版權中文字型，其中的明体 (UMing) 曾為大型Linux發行版如Ubuntu、Fedora用作預設中文字型。

## 緣起
台灣自由軟件作者螢火飛將文鼎科技釋出之公眾授權（Public License）字型「文鼎上海宋」及「文鼎簡報宋」合併及增加點陣字成為文鼎 PL 新宋。居台德國人高盛華將之擴充，包括加入日文、韓文以及開源香港常用中文字體計劃所造之香港字而成UMing；又將兩套楷書字體（「文鼎PL中楷」及「文鼎PL簡中楷」）合併成UKai，合稱CJK Unifonts。
UMing使用了語言識別技術，用於不同語境時會顯示不同字形。最新版本為 0.2.20080216.1；支援Big5（加上7個「倚天字」）、GB2312-80、HKSCS-2004、ISO 8859-1、2、3、4、7、9、10、13、14、15及台灣方音符號（設計給台式閩南語及台式客語輸入法的符號）。

## UMing 問題
- 不符合兩岸三地任一字形標準，如「起」使用台港寫法，「角」使用中國大陸寫法，未必適合教育機構使用[1]。
- UMing字型的「陝西」之「陝」出錯，應是「阝+㚒（大+兩個『入』）」，現在卻是「阝+夾（大+兩個『人』）」，變成了另一个字（「陜」，「狹」的本字）。

## 另見
- CJK字体列表
- 開源香港常用中文字體計劃

## 外部連結
- CJKUnifonts的freedesktop.org主页（页面存档备份，存于）